# JPEG-LS
JPEG-LS je bezeztrátový formát rastrové grafiky vytvořený jako náhrada za bezeztrátový režim formátu JPEG, který je neefektivní a většinou neimplementovaný.
Nejedná se o modifikaci formátu JPEG, ale o novou metodu.
Formálně je standardizován v ITU-T T.87 a ISO/IEC 14495-1 z roku 1998.
Formát umožňuje komprimovat obraz bezeztrátově nebo téměř bezeztrátově.
JPEG-LS je založen na algoritmu LOCO-I (LOw COmplexity LOssless COmpression for Images).
Tato kompresní metoda se skládá z prediktoru a následného kontextového entropického kodéru (Golombův-Riceův kód).
Mimo tento řetězec může kodér zakódovat sled stejných pixelů variantou metody RLE.
Komprese probíhá po řádcích.
Pro vícekanálové obrazy (např. RGB) podporuje formát několik režimů prokládání – neprokládaný režim (jediný kanál), prokládání několika řádků, prokládání vzorků (složek pixelů).
Pro paletové obrázky se použije stejný postup jako pro obrázky jednokanálové.